# 유양 (양평왕)
양평왕 유양(梁平王 劉襄, ? ~ 기원전 97년)은 전한의 제후왕이다. 양효왕의 손자이자 양공왕의 아들이며. 어머니는 진태후(陳太后)이다.

## 사적

### 양효왕의 술항아리
양평왕은 평소 아내 임왕후(任王后)를 총애하였다. 양효왕 때부터 전해 내려온 술항아리[罍]가 있었는데, 값어치가 천 금이나 되었다. 이 술항아리는 양효왕의 유언으로 왕실에서 보관하고 있었는데, 임왕후가 이를 가지고 싶어 하니 양평왕의 할머니 이태후(李太后)가 단호히 저지하였다. 그러나 끝내 임왕후는 술항아리를 탐냈고, 결국 양평왕은 이를 임왕후에게 주었다. 이태후는 크게 노하였다.
한나라의 사자가 왔을 때, 이태후는 양평왕이 임왕후에게 술항아리를 준 사실을 말하려 하였다. 그러나 양평왕과 임왕후가 문을 걸어잠가 나가지 못하게 하였고, 이태후는 문을 열려다가 손가락이 끼여 결국 사자를 만나지 못하였다.
이태후는 예전에 식관장(食官長) 및 낭중(郞中) 윤패(尹霸)와 간통한 적이 있었는데, 양평왕과 임왕후는 이 사실을 알고 사람을 시켜 이태후가 술항아리 이야기를 하지 못하게끔 하였고 이태후 또한 자신의 잘못을 알았기 때문에 곧 그만두었다. 이태후는 훗날 병으로 죽었는데, 병들었을 때 임왕후는 한 번도 문병을 가지 않았고, 죽었을 때에도 복상하지 않았다.

### 유안반의 폭로
원삭 연간에 수양(睢陽) 땅에 유안반(類犴反)이라는 자가 있었는데, 회양태수의 빈객이 그의 아버지를 모욕하였다. 이에 유안반은 빈객과 함께 같은 수레에 탔다가, 빈객이 내리는 순간 수레에서 빈객을 죽이고 달아났다. 회양태수는 노하여 양나라의 이천석들을 꾸짖었고, 이천석 이하의 관리들은 급히 유안반을 잡으려고 그의 친척들을 잡아들였다.
양나라의 비밀을 알고 있었던 유안반은 한나라 조정에 양나라의 비밀과, 이태후와 임왕후가 술항아리로 싸운 일을 아뢰었다. 조정의 승상 이하의 관원들은 이 사실을 알고 양나라의 관리들을 벌하려 하였고, 무제에게 글을 올렸다.
무제가 관리들을 잡아들여 심문하니, 과연 사실임이 밝혀졌다. 공경들은 양평왕을 폐위하여 서인으로 만들 것을 주청하였으나, 무제는 허락하지 않고 양나라 땅의 성 여덟 개를 거두는 것으로 끝냈다. 또 임왕후의 목을 베어 저잣거리에 효수하고, 양나라의 성 열 개를 남긴 채로 양평왕에게 지위를 유지하게 하였다.
이때 잃은 8현의 목록은 알 수 없으나, 패군 서북의 5현인 차(酇, 융청시 서)·초(譙, 보저우시)·망(芒, 융청시 북)·경구(敬丘, 융청시 북서)·건평(建平, 위청시 남동) 일대로 추측한다.

### 죽음
양평왕 39년(기원전 97년)에 죽으니 시호를 평이라 하였고, 아들 유무상이 작위를 이었다.

## 출전
- 사마천, 《사기》 권58 양효왕세가(梁孝王世家)

| 전임 아버지 양공왕 유매 | 제8대 전한의 양왕 기원전 137년 ~ 기원전 97년 | 후임 아들 양정왕 유무상 |